# George Belbin
George Belbin est un acteur britannique.

## Filmographie
- 1969 : Le Retour de Frankenstein (Frankenstein Must Be Destroyed) : Fourth Houseguest (playing chess)
- 1969 : Some Girls Do : Maj. Newman
- 1970 : Games That Lovers Play : Maj. Thrumper
- 1970 : Les Horreurs de Frankenstein (The Horror of Frankenstein) : Baron Frankenstein
- 1971 : Man of Violence : Burgess
- 1971 : Un dimanche comme les autres (Sunday Bloody Sunday)
- 1972 : Disciple of Death : Squire
- 1975 : Edward the King (feuilleton TV) : Sir George Brown
- 1978 : Lillie (feuilleton TV) : Colonel
- 1979 : Canned Laughter (téléfilm) : Passenger
- 1981 : L'Arme à l'œil (Eye of the Needle) : le père deLucy